# Баня (архітектура)

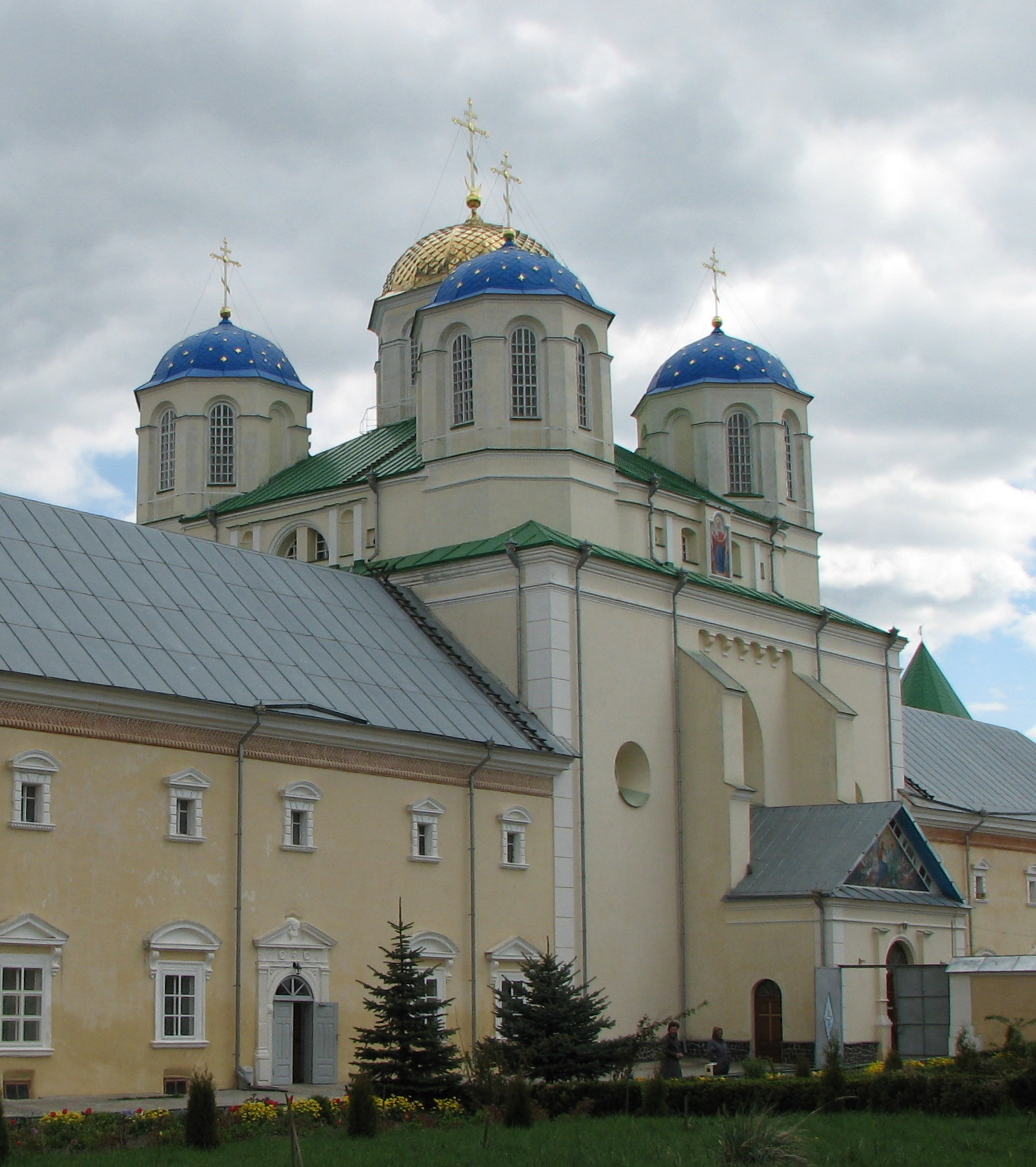
Троїцька церква у Межирічі належить до храмів так званого п'ятибаневого типу

Ба́ня — гранчаста або кругла в плані форма даху над куполом чи барабаном храмової споруди; іноді — те саме, що купол.

## Назва
Згідно з однією з версій, слово баня (а з ним і «банька», «банка») може бути пов'язані з прасл. banja («лазня») через низку семантичних зсувів: «місце для миття» > «ємність для миття» > «ємність», «посудина» > «схожий елемент будови». Але ця думка поділяється не всіма мовознавцями.

## Форми
Бані можуть мати такі форми:
- гриб — у Візантії, кількох східних і європейських країнах
- груша — в Україні та багатьох інших європейських країнах, елемент архітектури бароко
- конус і парасолька — переважно в країнах Кавказу
- півсфери — у багатьох європейських країнах
- цибулина — в Росії та деяких країнах Південної Азії, національна риса російської архітектури
- шолом — в Індії, Середній Азії та Київській Русі
- обеліск — елемент архітектури класицизму та ампіру

Форми бані співіснували з наметовими покриттями і шпилями або сполучались з ними, зокрема в архітектурі бароко, чим досягались примхливі обриси й напружені силуети.
Глибокий перехват під банею називається ковніром.

## Еволюція бань давньоруських храмів
Щодо еволюції форм давньоруських бань у XIX столітті узвичаїлися стереотипи, що протрималися до кінця XX століття:
- «візантійська» посклепінна форма купольних покриттів мала місце в більшості князівств домонгольської Русі (Київ, Чернігів, Смоленськ та ін.);

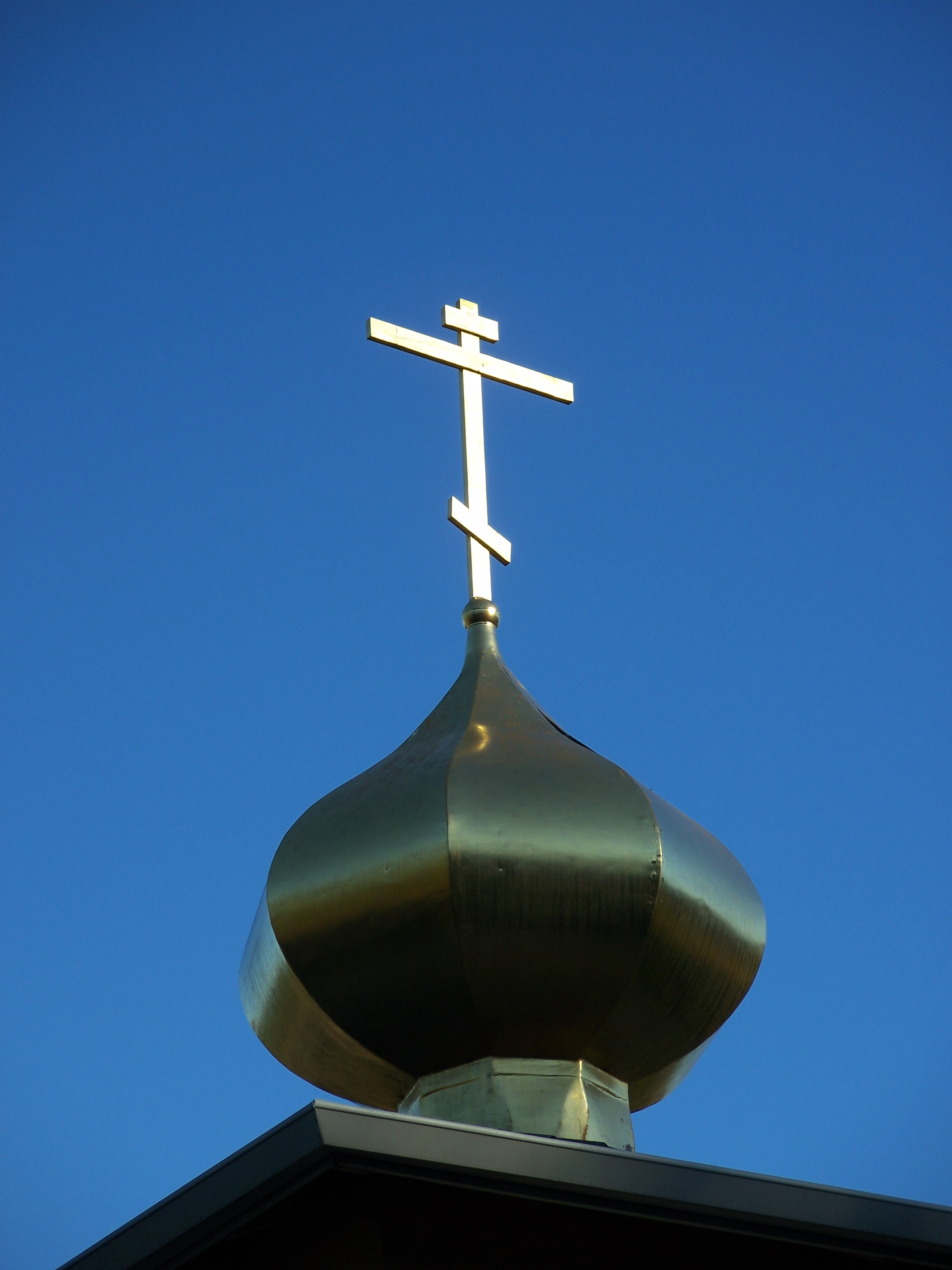
Баня на російській церкві в США

- шоломоподібні бані переважали в домонгольському Володимиро-Суздальському князівстві, потім така форма бань була сприйнята в Тверському і Московському великих князівствах, а потім і в централізованій Російській державі;
- цибулинні бані з'явилися (епізодично) у другій половині XVI століття (в Москві), а в XVII столітті стали масовим явищем.

У середині XX століття Б. О. Рибаков і М. М. Воронін вперше поставили під сумнів ці стереотипи. На рубежі XX і XXI століть ряд їх припущень обґрунтував С. В. Заграєвський. Сучасний погляд на генезис давньоруських бань такий:
- у домонгольський час повсюдно (в тому числі і в північно-східній Русі) поширені найпростіші посклепінні покриття, існування будь-яких декоративних купольних покриттів не доведено;
- з другої половини XIII до кінця XVI століття повсюдно поширені цибулинні бані, в тому числі в шатровому зодчестві XVI століття. Посклепінні покриття домонгольського часу теоретично могли зберігатися на деяких другорядних храмах, але до кінця XVI століття вони вже були повсюдно замінені на цибулинні. Існування будь-яких інших форм купольних покриттів (шоломоподібного, парасолькового, конусоподібного та ін.) не доведено.
- з кінця XVI до середини XVII століття повсюдно поширені цибулинні бані, в тому числі в шатровому зодчестві, існування будь-яких інших форм купольних покриттів не доведено.
- із середини XVII до кінця XVIII століття на багатьох храмах цибулинні бані замінюються шоломоподібними з метою стилізації «під старовину», в більшості випадків через кілька десятиліть на цих храмах знову зводяться цибулинні бані.

Відповідно до сучасних уявлень, цибулинні бані були винайдені в Стародавній Русі без будь-яких зовнішніх впливів або запозичень (ніде в світі цибулинні бані не з'явилися раніше, ніж на Русі).

## Галерея

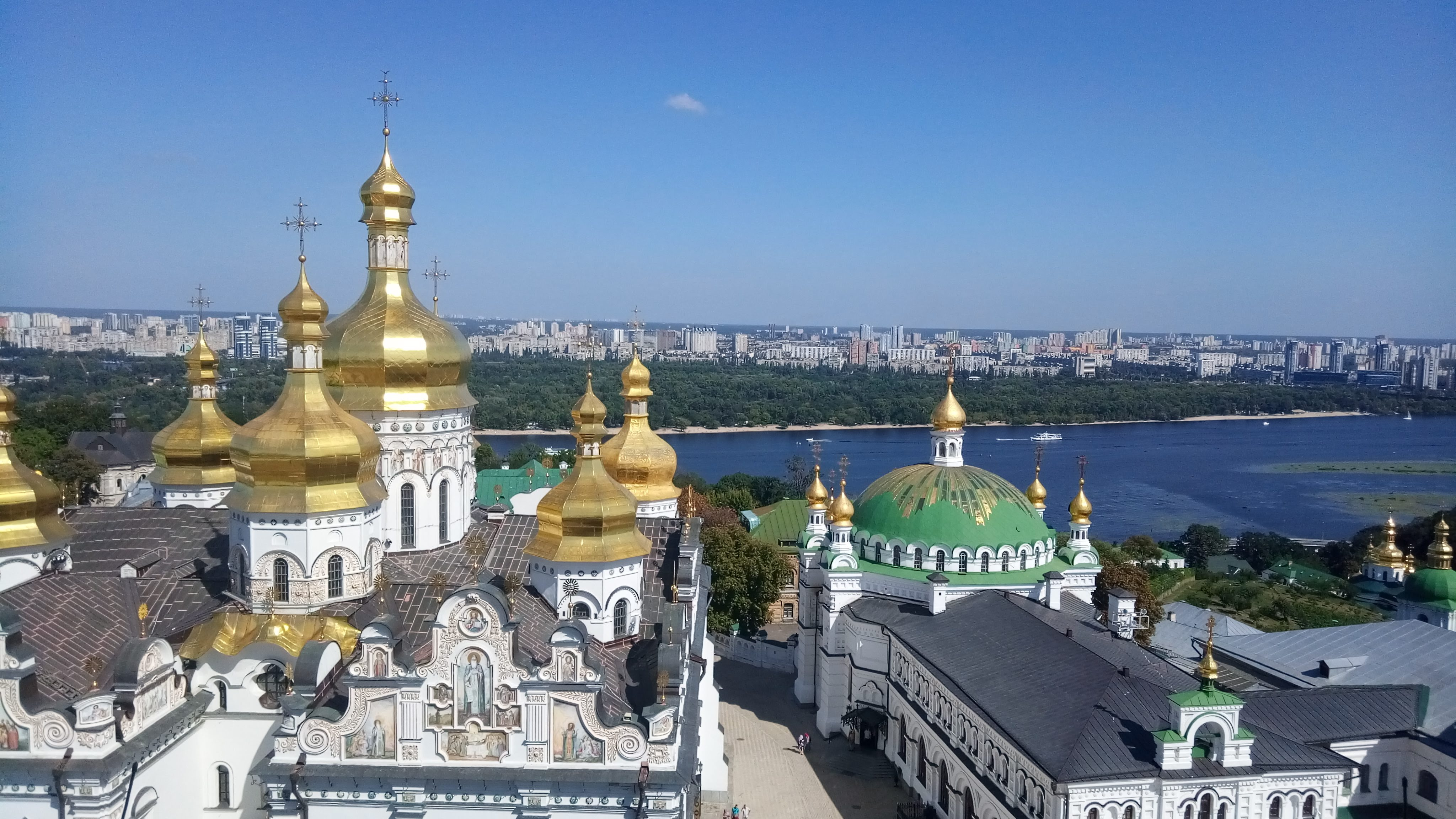
Грушеподібні куполи у Києві характерні для української архітектурної традиції
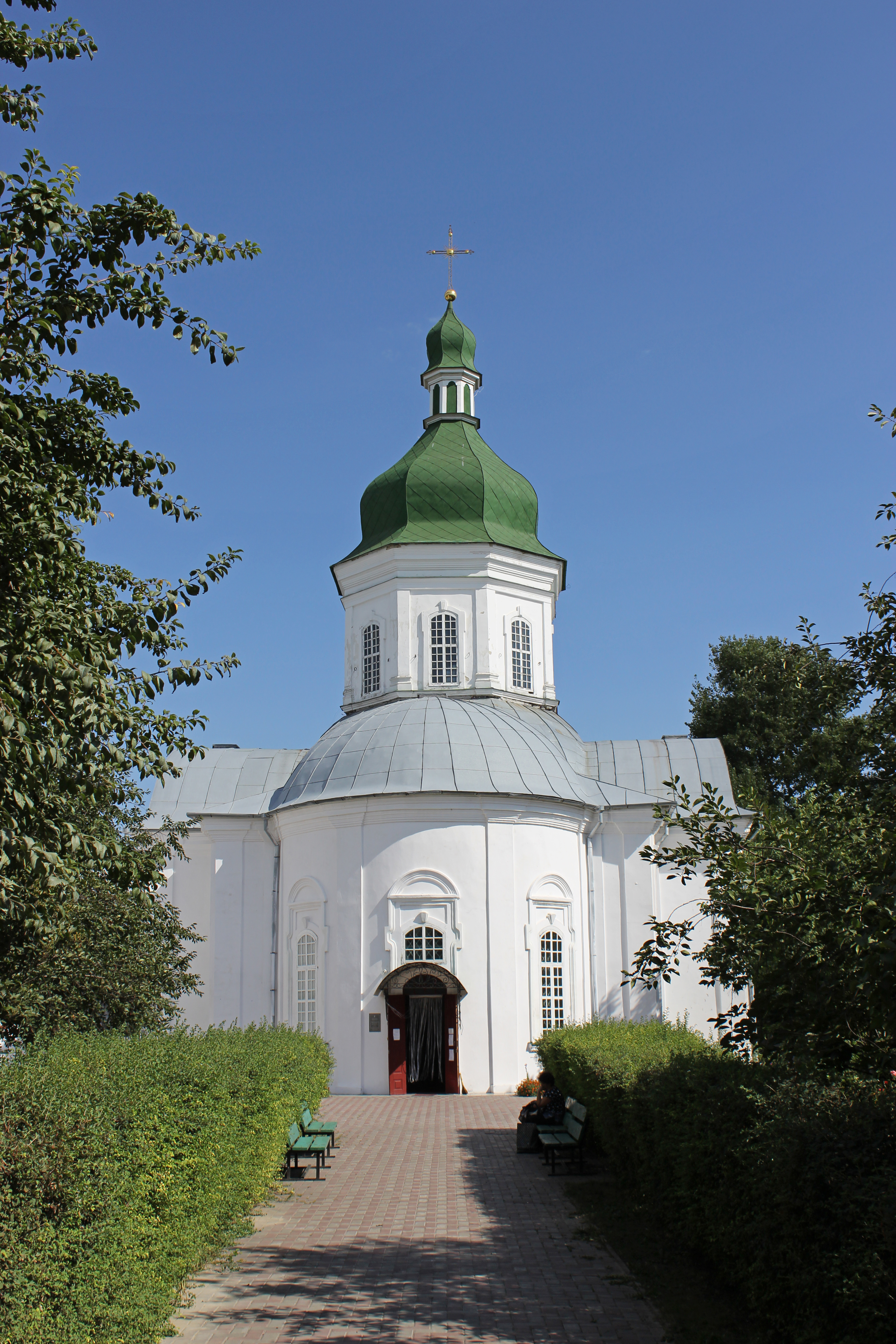
Грушеподібний бароковий купол у Ніжині
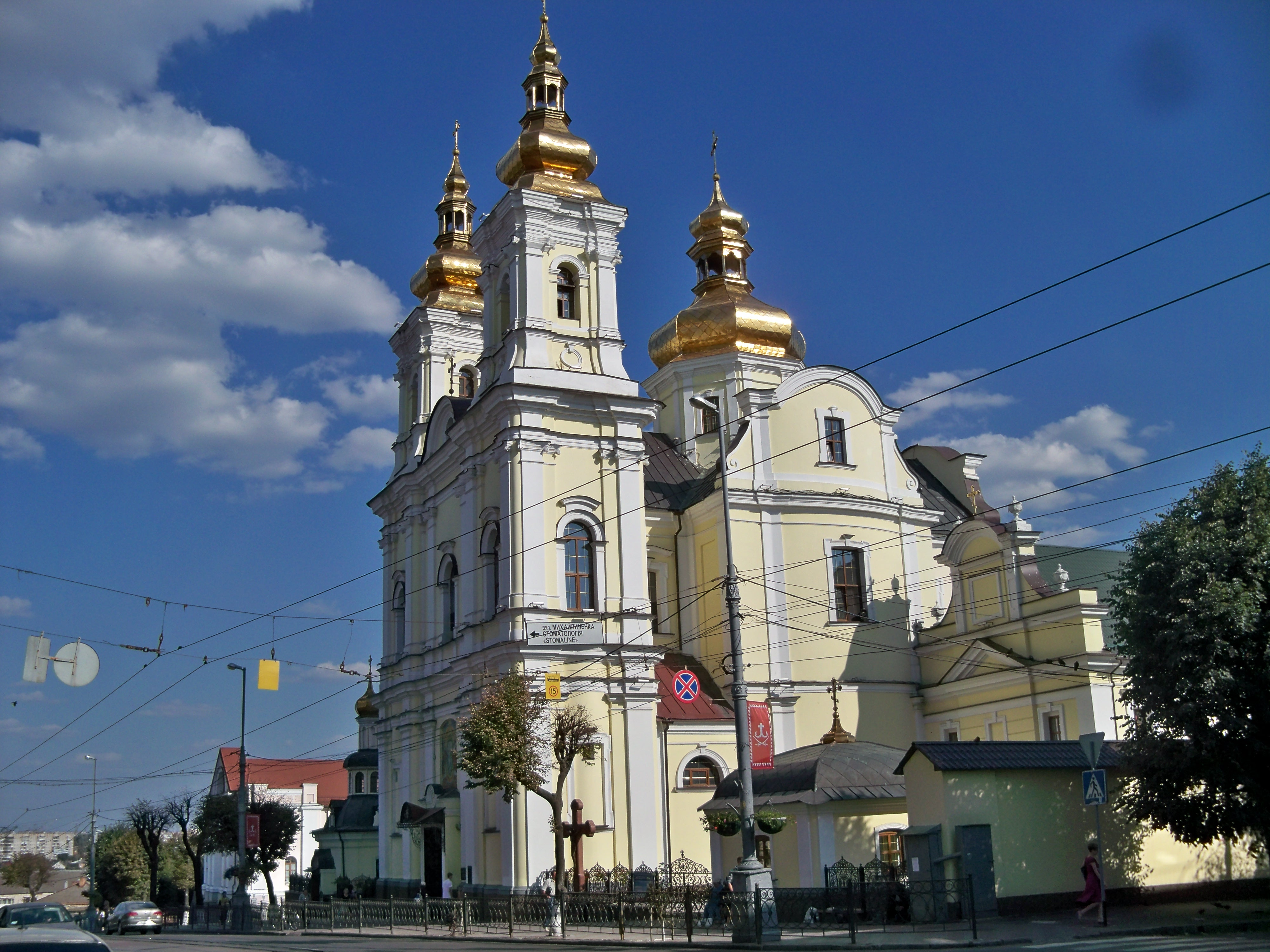
Грушеподібні куполи, Вінниця
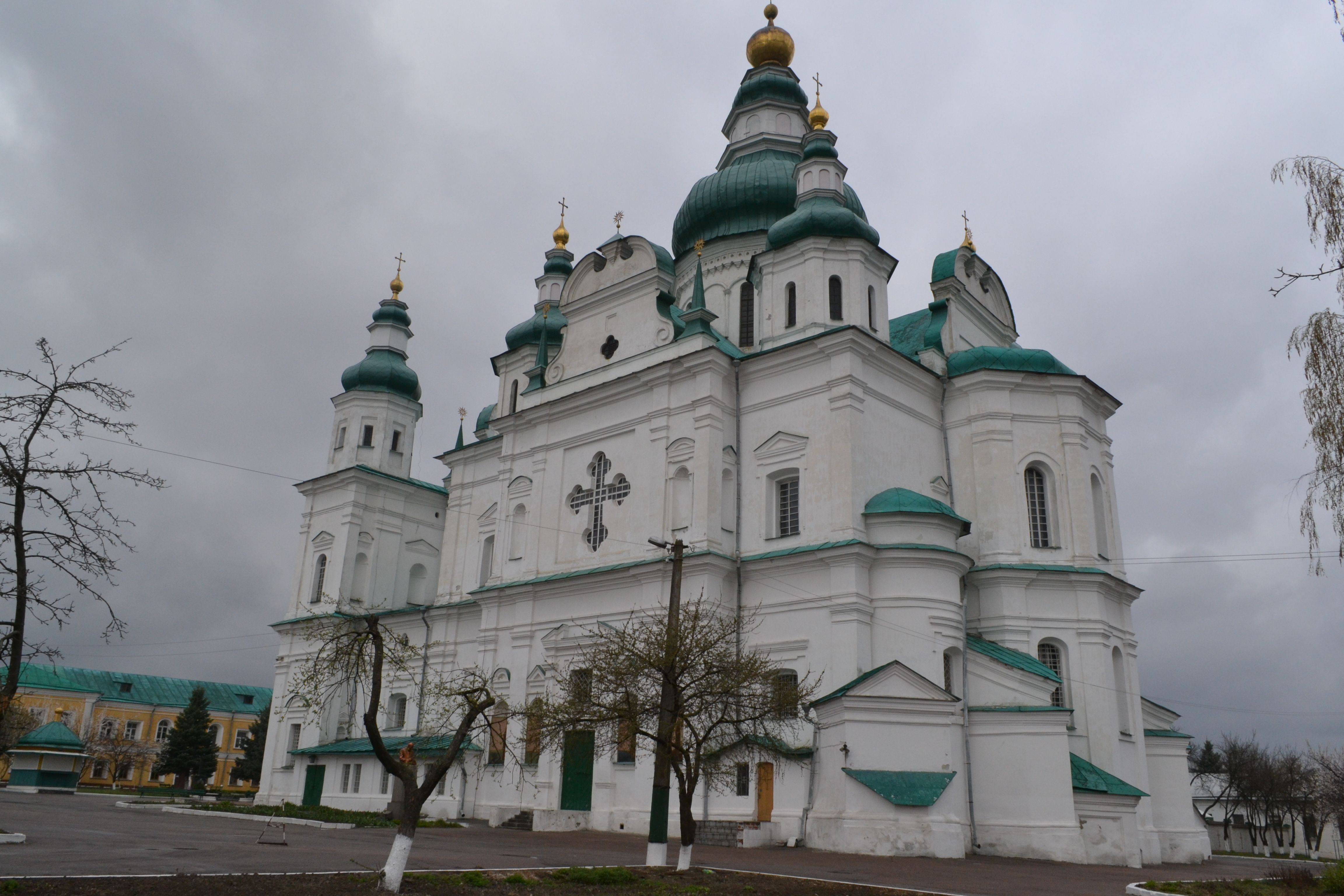
Грушеподібні куполи, Чернігів
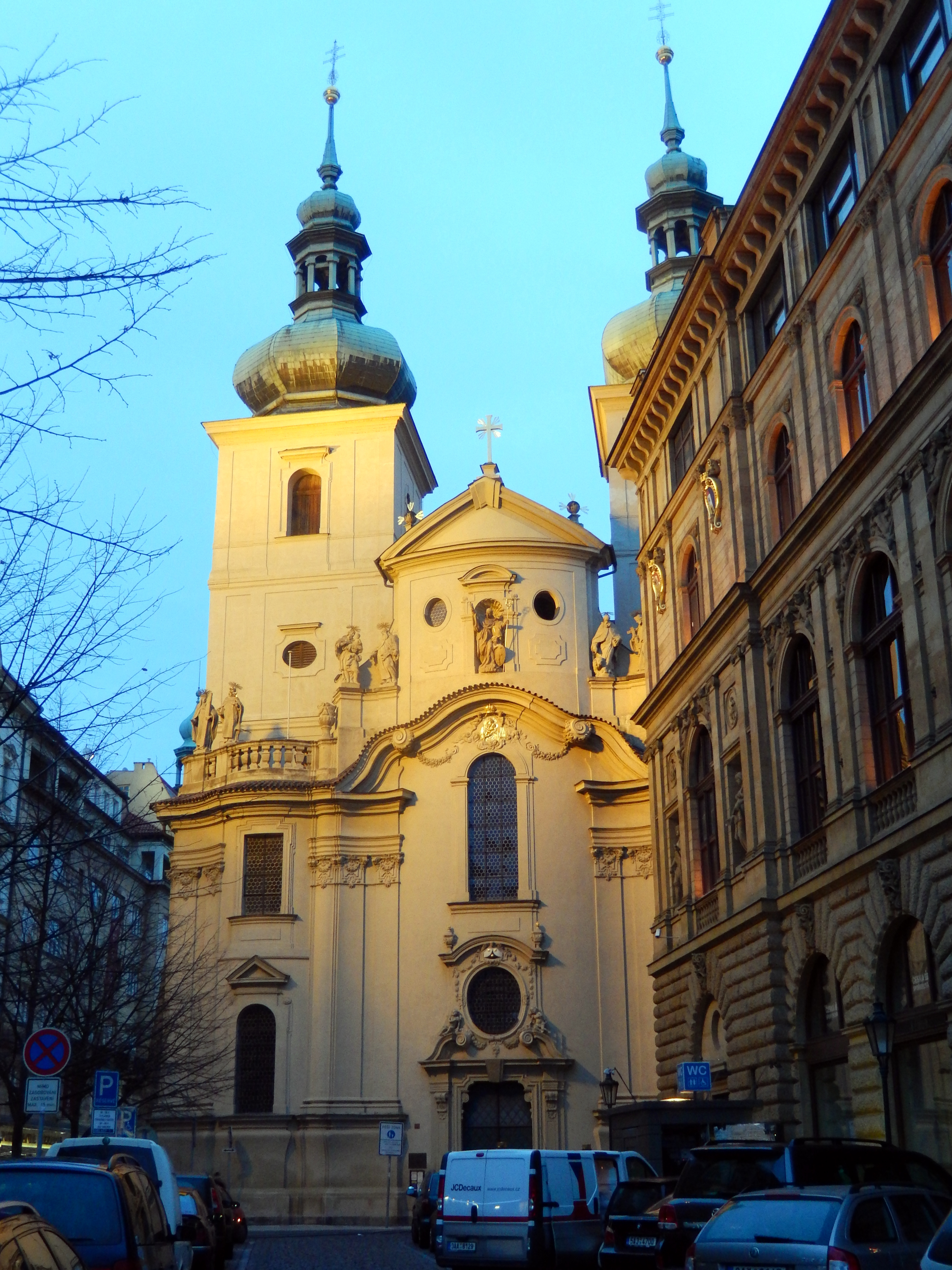
Грушеподібні куполи, Прага, Чехія
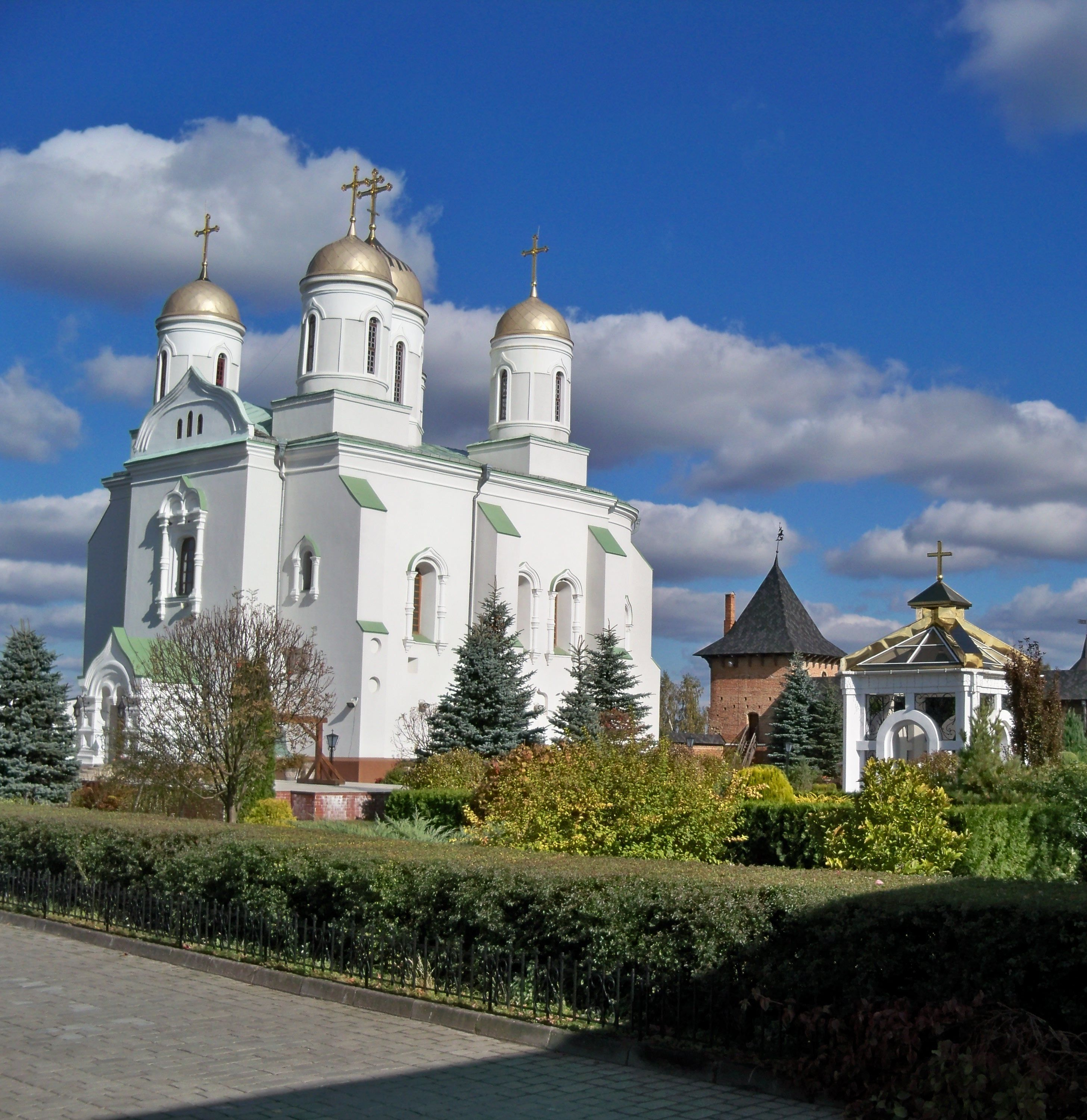
Шоломоподібні куполи, Зимне, Україна
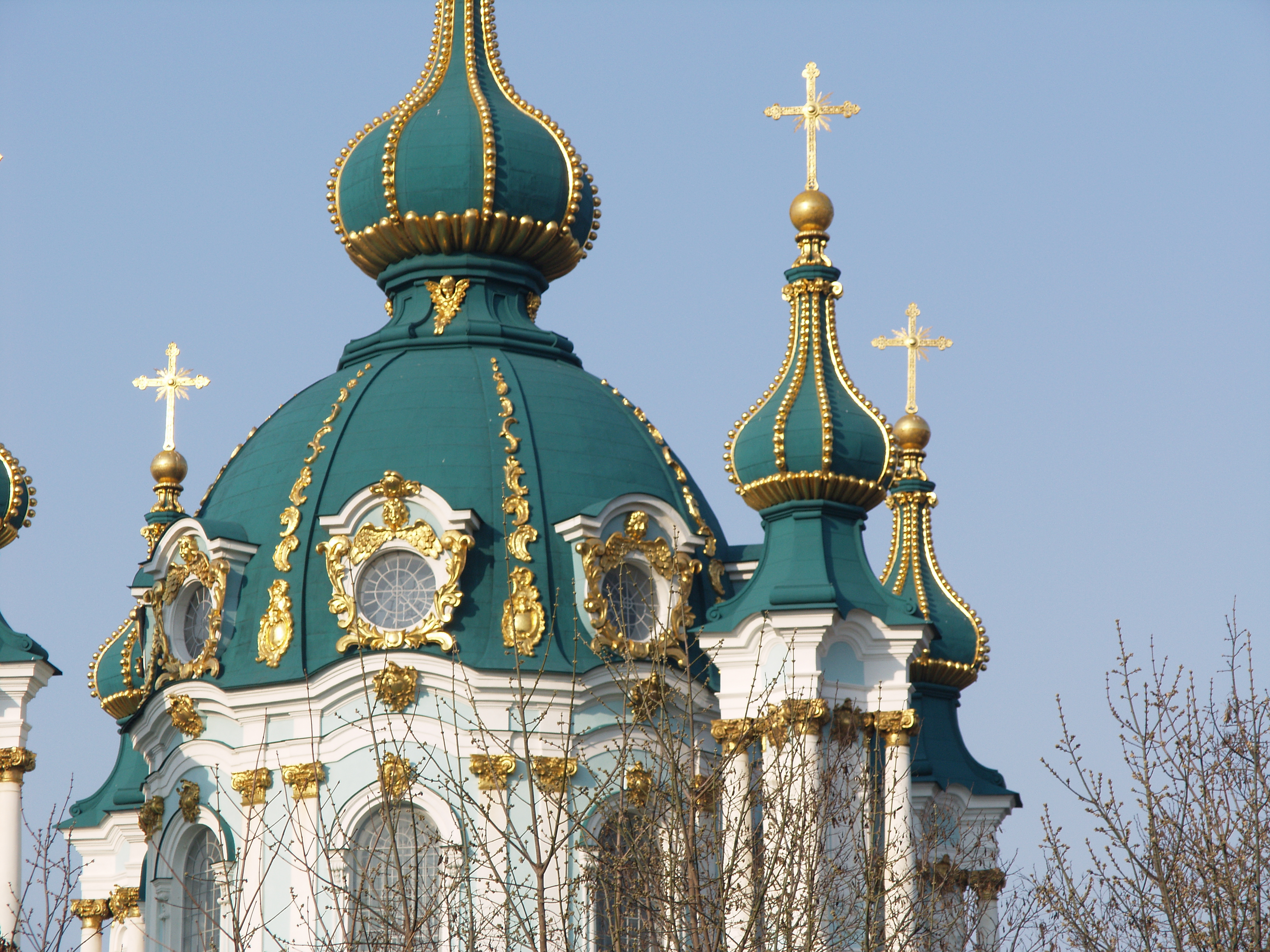
Напівсферичний купол сполучений з цибулястим завершенням, Андріївська церква, Київ
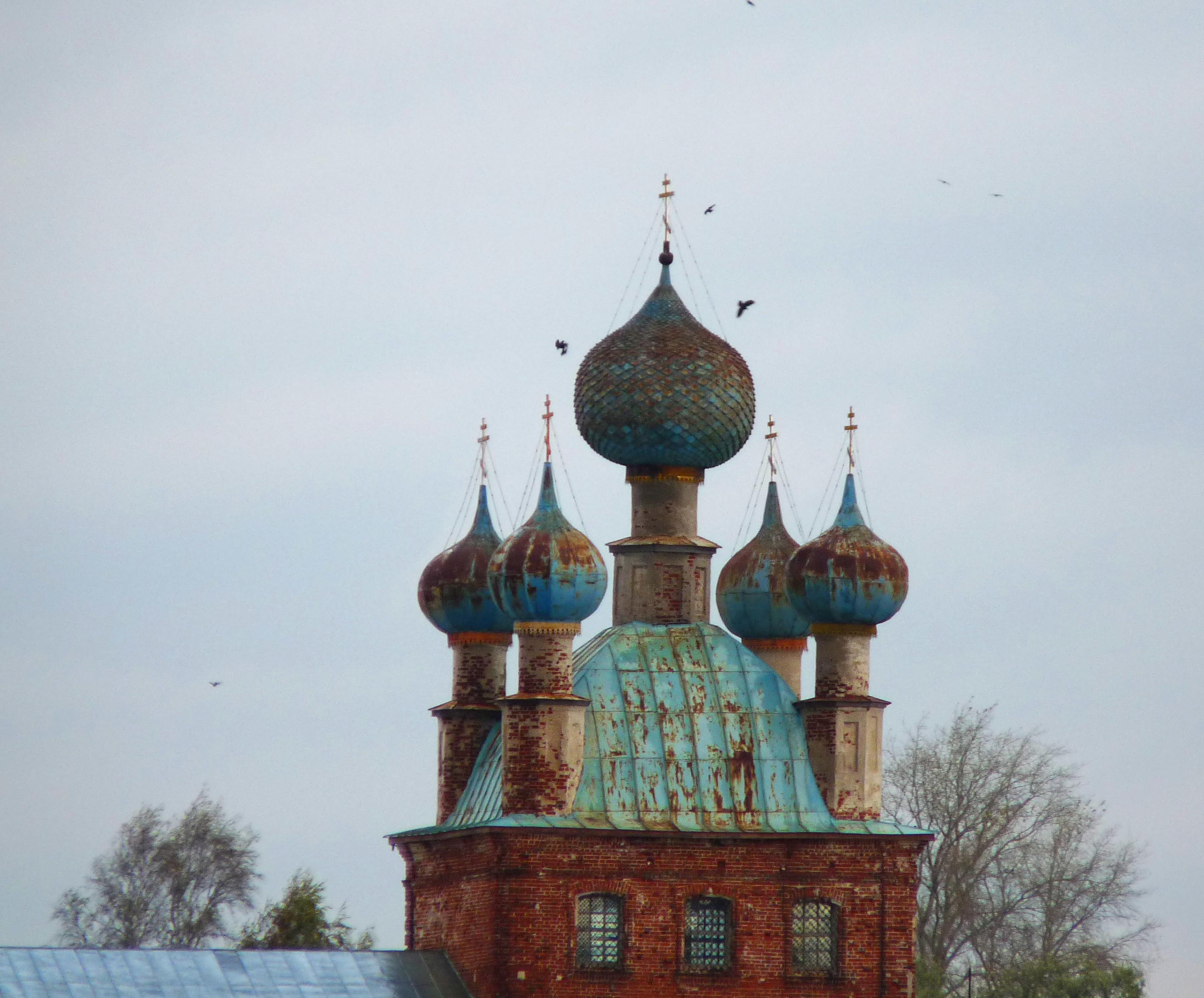
Цибулясті бані, Росія
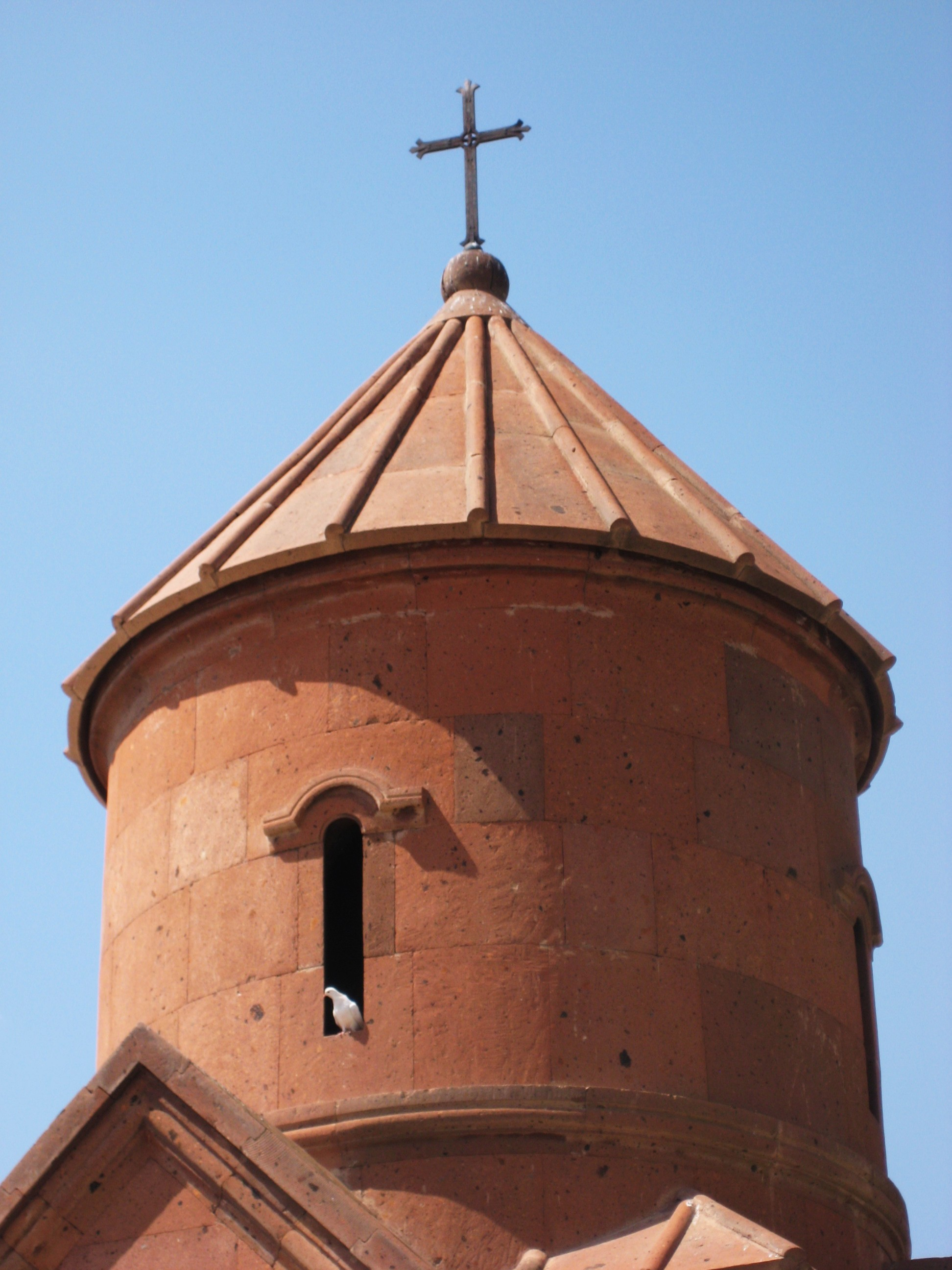
Конусна баня церкви Святого Саркіса в Аштараку, Вірменія
Півсферична баня собору Санта-Марія-дель-Фйоре, Флоренція
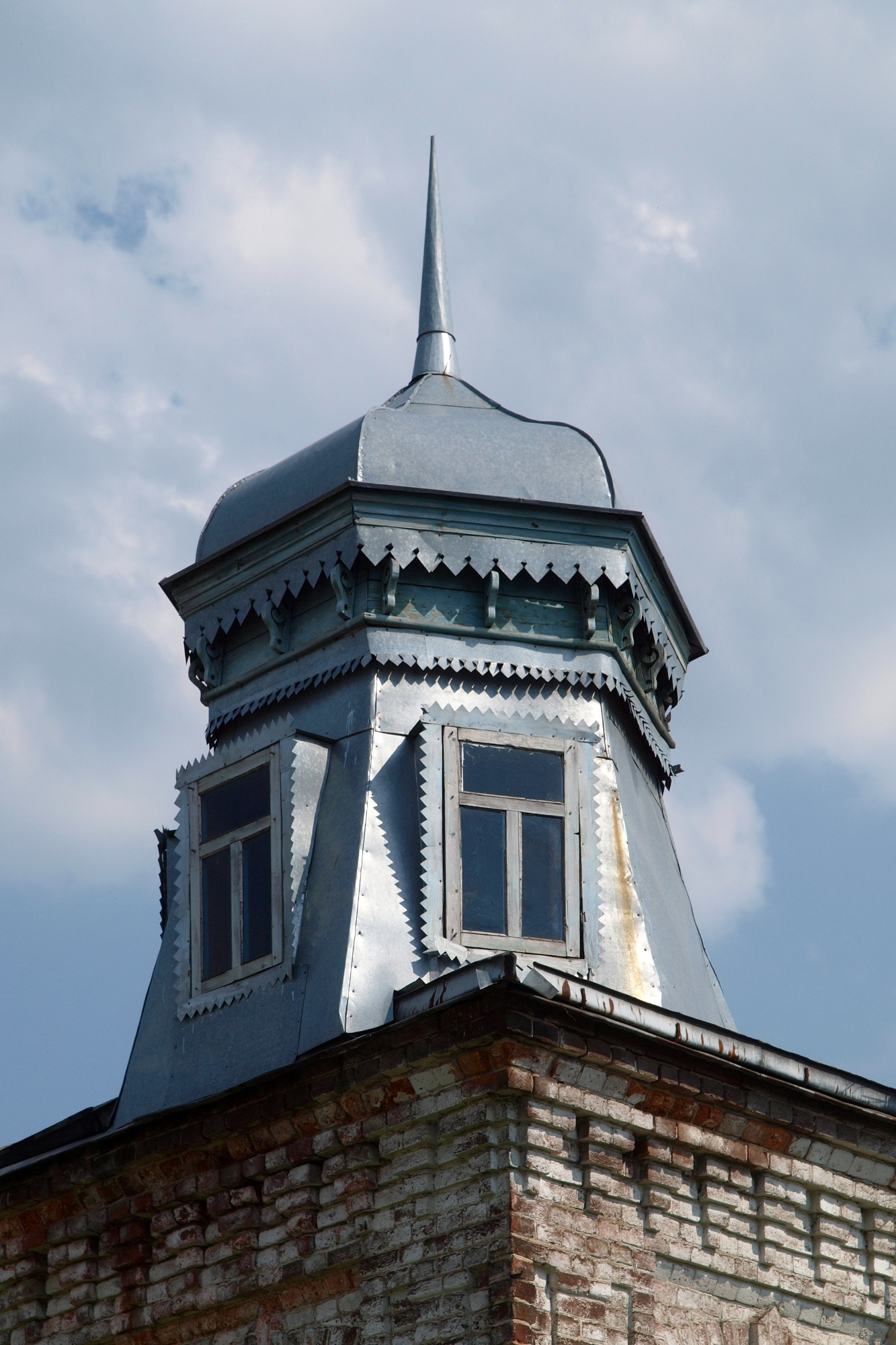
Гранована цибулинна баня, будинок Сікачова, Павловський Посад
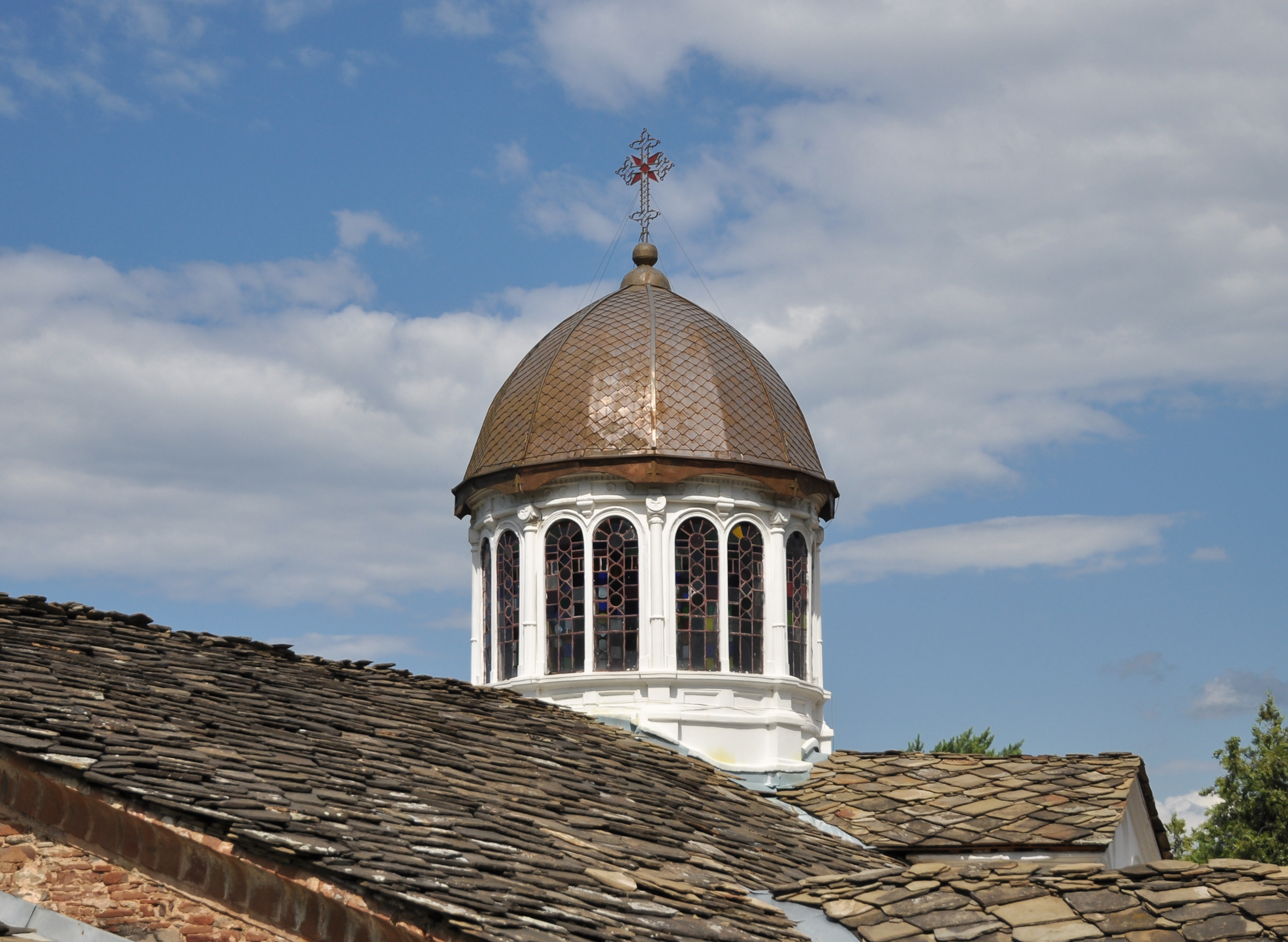
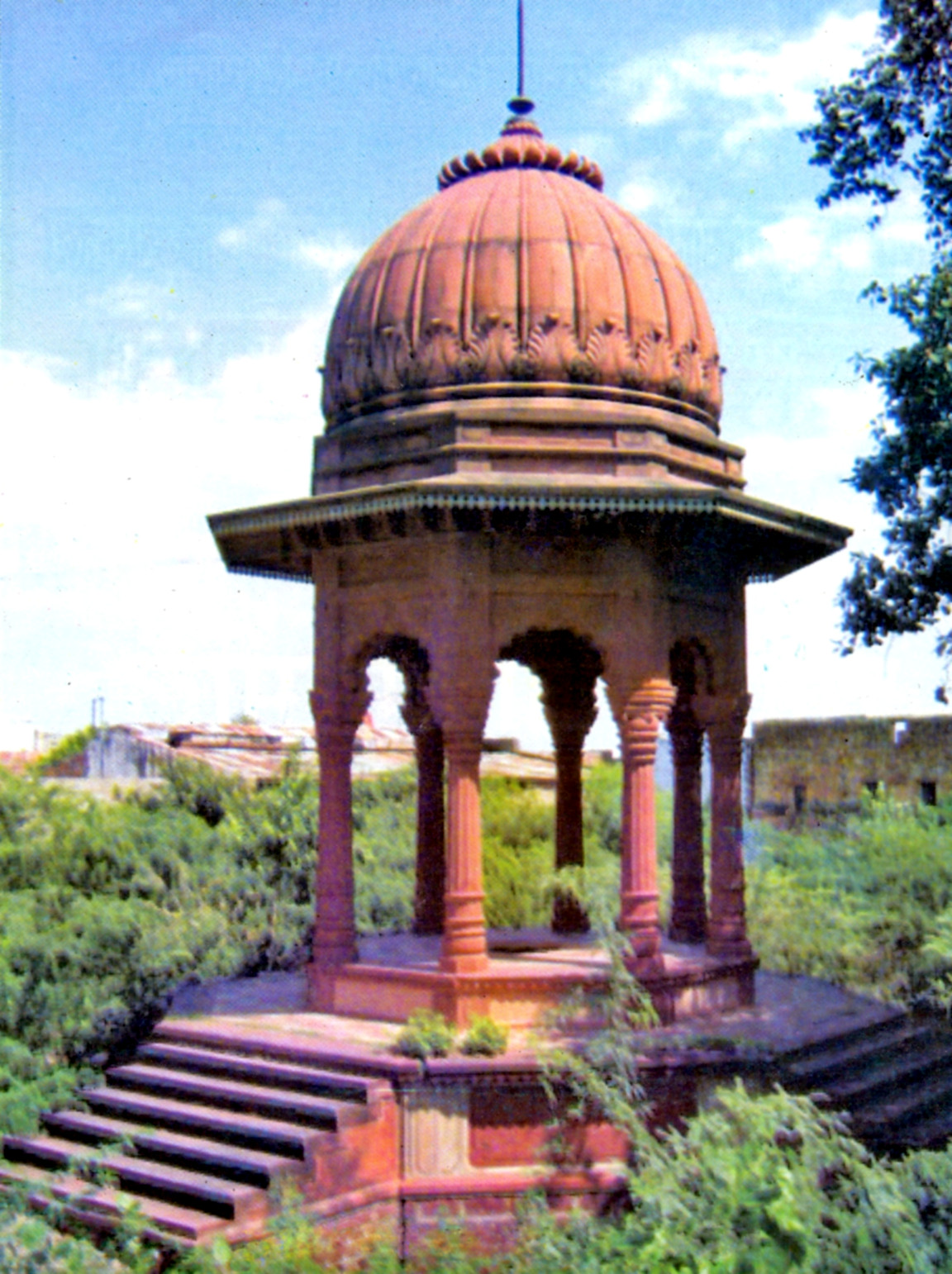
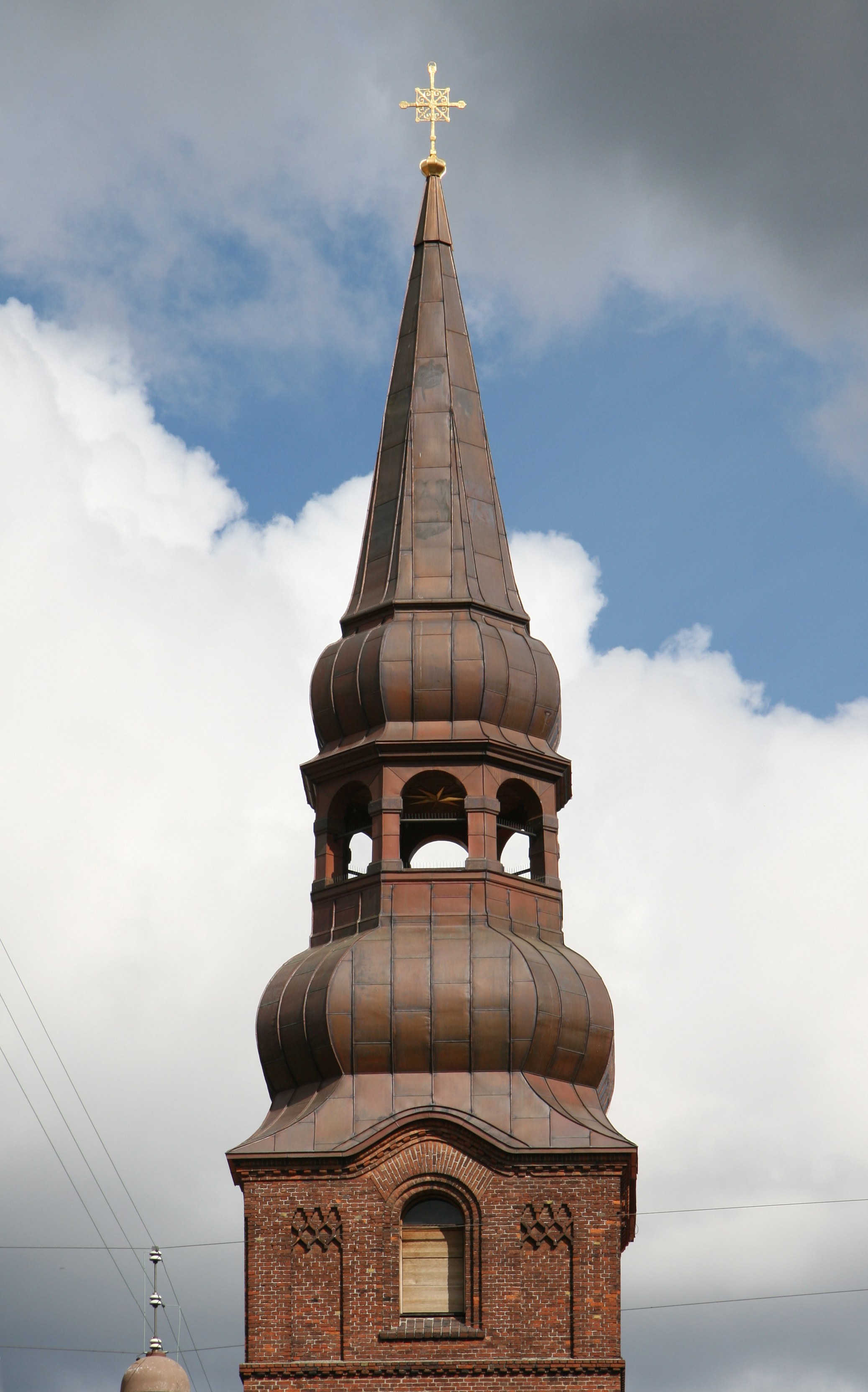
Пірамідальна баня, Копенгаген
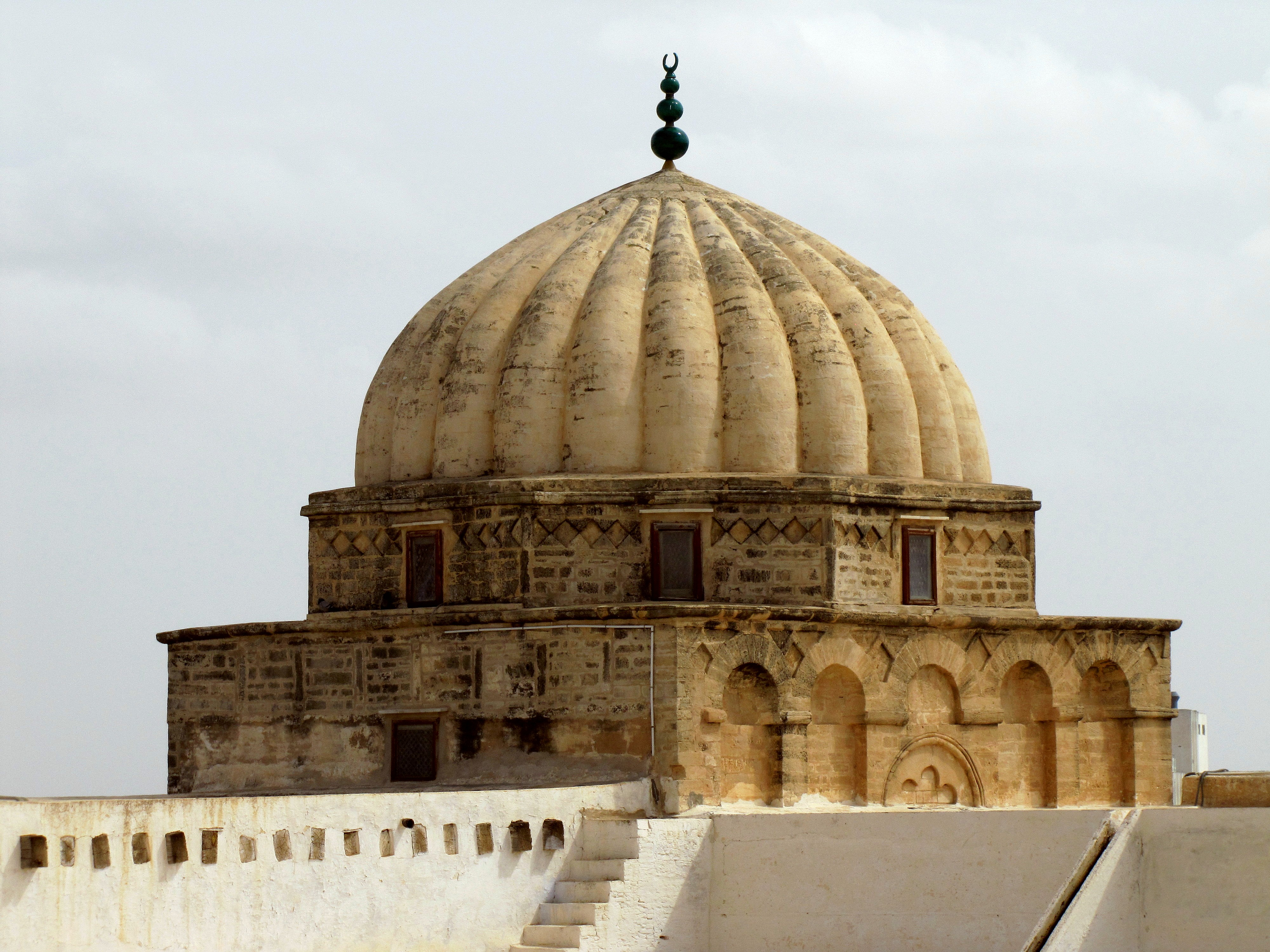
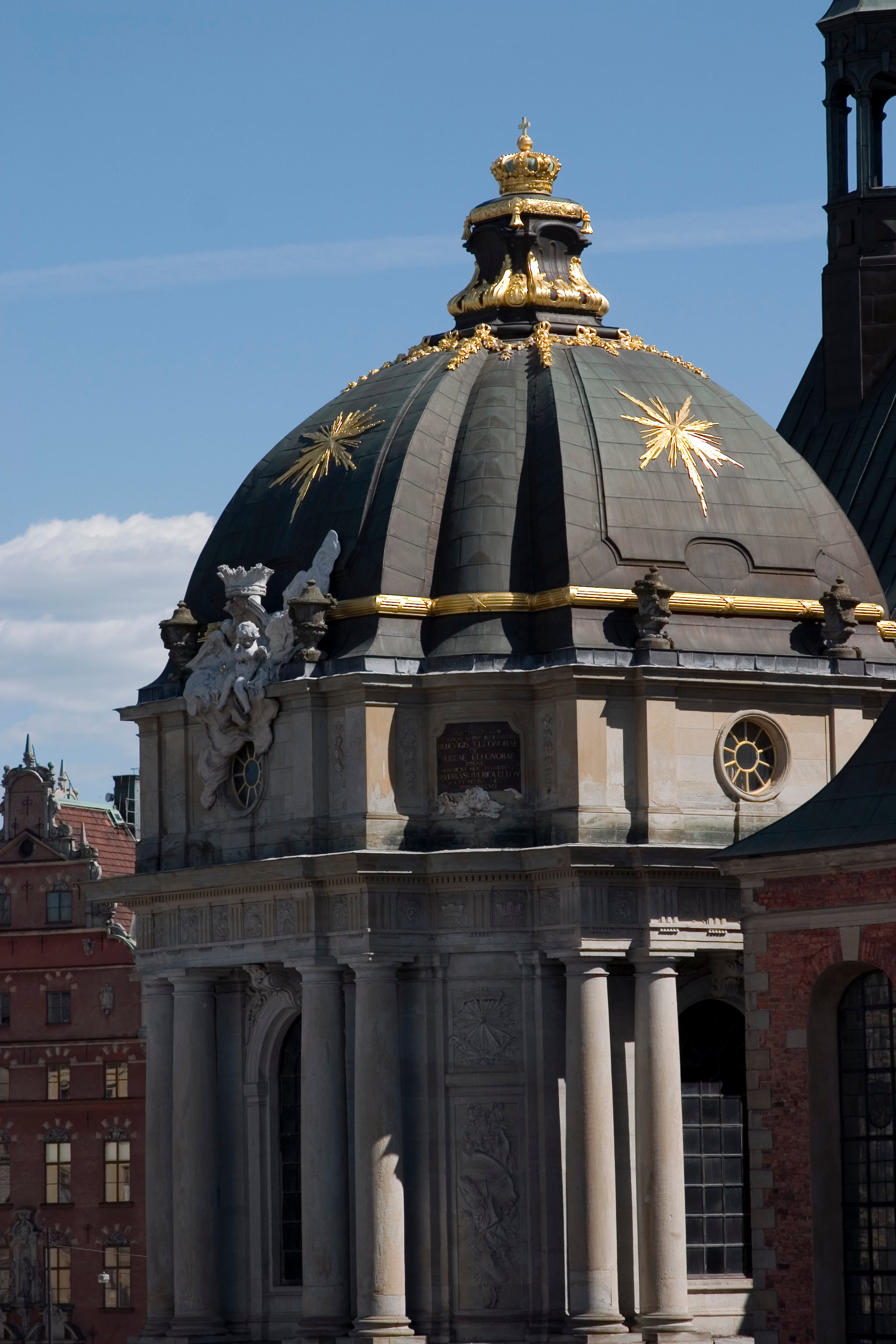
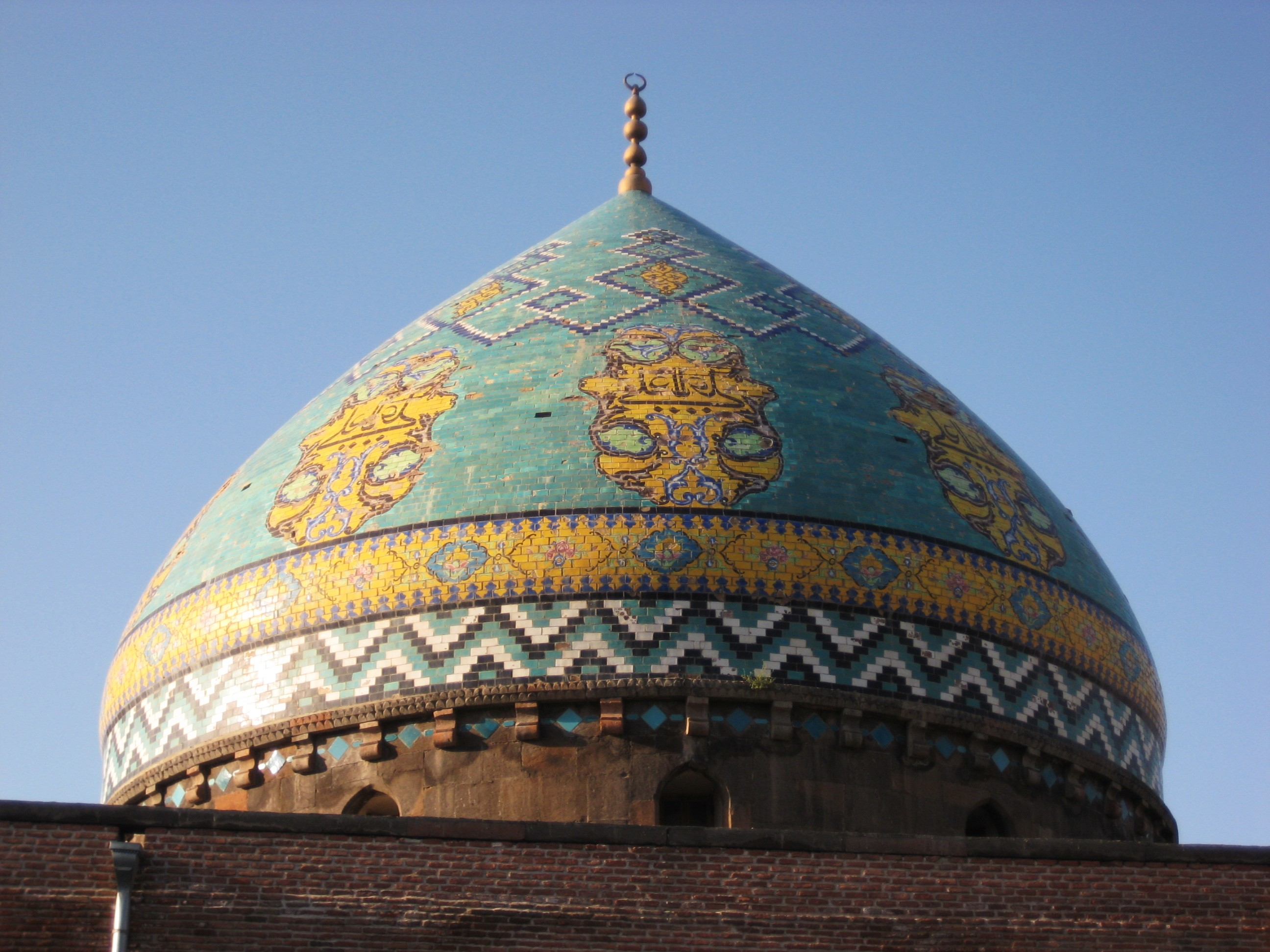